# Fernando Flores del Manzano
Fernando Flores del Manzano (Cabezuela del  Valle, Cáceres, 1950-Plasencia, Cáceres, 1 de abril de 2020), fue un escritor y profesor español.

## Biografía
Doctor en Filosofía y Letras  por la Universidad Complutense de Madrid, donde también cursó estudios de Ciencias Políticas y Sociología. Dedicado a la docencia desde 1974, ejerció de catedrático en diversos Institutos de Andalucía y Extremadura. Fue profesor-tutor, asimismo, de la UNED y del Programa UMEX de la Universidad de Extremadura. 
Fue asesor cultural de diversas instituciones y patronatos. Formó parte del Consejo Asesor de Antropología de la Asamblea de Extremadura, del de la Consejería de Cultura, Turismo y Deporte, y de varios museos; además de ser consejero de redacción de revistas culturales. En el año 1996 fue nombrado Cronista Oficial de su localidad natal, Cabezuela del Valle (Conjunto Histórico-Artístico). Académico Correspondiente de la Real Academia de Extremadura (2009). 
Falleció en Plasencia a causa de un infarto el 1 de abril de 2020.

## Premios y reconocimientos
Su labor fue recompensada con distintos galardones, entre los que destacan:
- Premio Matías Ramón Martínez de la Asamblea de Extremadura (1991 y 1994)
- Premio de Investigación  García Matos (1995)
- Premio Pedro de Trejo de investigación histórica (2008).
- Premio San Fulgencio del ayuntamiento de Plasencia (2012).[3]

## Obra
Fue autor de una treintena de libros y de un centenar monografías y artículos de revistas especializadas, actas, obras colectivas, etc. 
Publicó dos novelas: "El pañuelo del coronel Rosales" (Nowtilus, 2015). "República, siempre República" (Muñoz Moya Editores, 2019) 

### Antropología
Comenzó su tarea investigadora en la comarca valxeritense (De Valxerit, sustantivo con el que hace alusión a la comarca del Valle del Jerte), sobre la que ha publicado diversos libros que describen el pasado histórico y su patrimonio: Aproximación a la Historia del V. del Jerte (I). La villa de Cabezuela (Institución Cultural El Brocense, l982);  Historia de una comarca altoextremeña  (Institución Cultural El Brocense, l985); Andar por el Valle del Jerte (Penthalon,1993); Acercamiento histórico a la antigua campana de Ojalvo (1997); Piornal (1999); Arte y religiosidad en Cabezuela del Valle (Ediciones Cultura Cristiana,2000); Tornavacas, una villa señorial y fronteriza (2004); El patrimonio artístico-religioso de la villa de Tornavacas (2005).
Ha sido pionero en el estudiar el mundo del pastoreo y la trashumancia en Extremadura. Cabe señalar su análisis socio-antropológico sobre uno de los colectivos más marginados: Los cabreros extremeños (ERE, Mérida, l99l).   Destacar otro libro sobre las cañadas, en el que se denuncia el deterioro de las vías pecuarias, a la par que se propone la recuperación de esos caminos milenarios como una forma de acercamiento a la vida y cultura trashumantes: Andar por las cañadas reales (Penthalon, Madrid, l993). Publicó, asimismo, una monografía sobre "Trashumancia y pastoreo en Extremadura: su influencia en la sociedad y cultura tradicionales", en las Actas del simposio Trashumancia y Cultura Pastoril en Extremadura (Mérida, 1993), celebrado en Expo-92, Sevilla. Ha sido editor de un monográfico de la Revista de Extremadura (n.º 16) sobre "Trashumancia: caminos de cultura y ecología", donde aporta dos trabajos: "Acercamiento antropológico al mundo trashumante" y "Noticias varias sobre la trashumancia". Su postrer trabajo sobre el particular se titula “La trashumancia y su mundo en Extremadura”, libro publicado por la Editora Regional en 1999.

### Etnología y tradición oral
Dedicó varias monografías al habla dialectal extremeña: Contribución a la dialectología extremeña (Universidad Complutense, 1983); Con acento extremeño (Consejería Educación, 1999).
Dejó escritos varios libros sobre etnología y tradición oral: La vida tradicional en el Valle del Jerte (Asamblea de Extremadura, 1992); Una cala en la tradición oral altoextremeña: estado actual del Romancero en el V. del Jerte (Asamblea de Extremadura, 1996); Cancionero del Valle del Jerte (Cultural Valxeritense, 1997); Mitos y leyendas de tradición oral en la Alta Extremadura (Editora Regional de Extremadura, 1998).

### Historia
Llevó a cabo otros numerosos trabajos de investigación histórica, orientados a fenómenos sociales de gran interés, como los dedicados a la actividad facinerosa en la etapa contemporánea, en una serie de cuatro artículos monográficos aparecidos en la revista Alcántara, que culminó con la publicación del libro: El Bandolerismo en Extremadura (Universitas Editorial, Badajoz, 1993), en el que por primera vez se analiza este fenómeno delictivo en la región, donde proliferaron cuadrillas tan temibles y sanguinarias como Los Muchachos de Santibáñez, que asoló el territorio placentino. En este mismo sentido hay que recordar un abultado número de monografías que abordan temas como el periodismo político extremeño en el siglo XIX, el problema de la identidad de Extremadura, ideologías del clero placentino, la Intendencia de Policía en Extremadura,  Plasencia y su distrito bajo el reinado de Fernando VII, la conspiración carlista de Plasencia, etc. Estos trabajos han sido publicados en libros colectivos y revistas culturales.
El periodo liberal fue abordado en varios trabajos, destacando su libro La contrarrevolución realista en Extremadura (Universitas Editorial, 2002), que analiza el fenómeno de la insurgencia absolutista desde 1820 en territorio extremeño. 
A la historia contemporánea de la Alta Extremadura dedicadó dos  libros: El reinado de Fernando VII y la regencia de María Cristina en Plasencia y su entorno (Ayunto. de Plasencia, 2004) y el más reciente, titulado Plasencia y su comarca (1840-1902). Historia y Sociedad (Muñoz Moya Editores, 2007), o La Guerra de la Independencia en Plasencia y su tierra (Caja Extremadura, 2008). La guerrilla patriótica en Extremadura (1808-1812) (Editora Regional de Extremadura, Mérida, 2009). Guerra Civil y represión en el norte de Extremadura (1936-1939) (Editorial Raíces, marzo de 2018). Historia del movimiento obrero en Plasencia (1868-1936) (Muñoz Moya Editores, 2012). Plasencia en el reinado de Alfonso XIII (1902-1931) (Editora Regional de Extremadura, 2014).